# Enrique IV del Sacro Imperio Romano Germánico
Enrique IV (Goslar, 11 de noviembre de 1050-Lieja, 7 de agosto de 1106) fue Rey de romanos a partir de 1056, y emperador del Sacro Imperio Romano Germánico desde 1084 hasta su abdicación en el año 1105. Hijo del emperador Enrique III y de Inés de Poitou, fue el tercer emperador de la Dinastía salia.
Enrique se esforzó por recuperar las propiedades reales perdidas durante su minoría de edad. Empleó a funcionarios de bajo rango para llevar a cabo sus nuevas políticas, lo que provocó el descontento en Sajonia y Turingia. Enrique aplastó un motín en Sajonia en 1069 y venció la rebelión del aristócrata sajón Otto de Nordheim en 1071. El nombramiento de plebeyos para altos cargos ofendió a los aristócratas alemanes, y muchos de ellos se retiraron de la corte de Enrique. Insistió en su prerrogativa real de nombrar obispos y abades, aunque los clérigos reformistas condenaron esta práctica como simonía (venta prohibida de cargos eclesiásticos). El papa Alejandro II culpó a los consejeros de Enrique de sus actos y los excomulgó a principios de 1073. Los conflictos de Enrique con la Santa Sede y los duques alemanes debilitaron su posición y los sajones se rebelaron abiertamente en el verano de 1074. Aprovechando una disputa entre los aristócratas sajones y el campesinado, obligó a los rebeldes a someterse en octubre de 1075.
Enrique adoptó una política activa en Italia, alarmando al sucesor del papa Alejandro II, Gregorio VII, que le amenazó con la excomunión por simonía. Enrique persuadió a la mayoría de los obispos alemanes para que declararan inválida la elección del Papa el 24 de enero de 1076. En respuesta, el Papa excomulgó a Enrique y liberó a sus súbditos de su lealtad. Los aristócratas alemanes hostiles a Enrique pidieron al Papa que celebrara una asamblea en Alemania para escuchar el caso de Enrique. Para evitar que el Papa le juzgara, Enrique viajó a Italia hasta Canossa para reunirse con el Papa. Su penitencial "Marcha a Canossa" fue un éxito y Gregorio VII no tuvo más remedio que absolverle en enero de 1077. Los opositores alemanes de Enrique ignoraron su absolución y eligieron un Antirrey, Rodolfo de Rheinfelden, el 14 de marzo de 1077. En un principio, el Papa se mostró neutral en el conflicto entre los dos reyes, lo que permitió a Enrique consolidar su posición. Enrique continuó nombrando clérigos de alto rango, por lo que el Papa volvió a excomulgarle el 7 de marzo de 1080. La mayoría de los obispos alemanes y del norte de Italia permanecieron leales a Enrique y eligieron al antipapa Clemente III. Rodolfo de Rheinfelden murió en combate y su sucesor, Hermann de Salm, sólo pudo ejercer la autoridad real en Sajonia. A partir de 1081, Enrique lanzó una serie de campañas militares a Italia, y Clemente III le coronó emperador en Roma el 1 de abril de 1084.
Hermann de Salm murió y Enrique pacificó Sajonia con la ayuda de los aristócratas locales en 1088. En 1089 lanzó una invasión contra la principal aliada italiana del papa, Matilde de Toscana. Convenció al hijo mayor de Enrique, Conrado II, para que se levantara en armas contra su padre en 1093. Su alianza con Welf I, duque de Baviera, impidió el regreso de Enrique a Alemania hasta 1096, cuando se reconcilió con Welf. Tras la muerte de Clemente III, Enrique no apoyó a nuevos antipapas, pero no hizo las paces con el papa Pascual II. Enrique proclamó la primera Reichsfriede (paz imperial) que abarcó todo el territorio de Alemania en 1103. Su hijo menor, Enrique V, le obligó a abdicar el 31 de diciembre de 1105. Intentó recuperar el trono con la ayuda de los aristócratas lotaringios, pero enfermó y murió sin recibir la absolución de su excomunión. El papel preeminente de Enrique en la Controversia de las Investiduras, su "Marcha a Canossa" y sus conflictos con sus hijos y esposas establecieron su controvertida reputación, pues algunos lo consideraban el estereotipo de un tirano y otros lo describían como un monarca ejemplar que protegía a los pobres.

## Biografía

### Antecedentes
Enrique fue el tercer monarca de la dinastía Salia -la casa real que gobernó el Alemania desde 1024 hasta 1125. Los reyes de Alemania del siglo XI también gobernaron el Italia y el Borgoña y reclamaron con fuerza el título de emperador del Sacro Imperio Romano Germánico. Estaban convencidos de que su pretensión al título de emperador les daba derecho a actuar cada uno como jefe de todos los cristianos y a controlar las elecciones papales en Roma. En realidad, Roma estaba dominada por los aristócratas locales, los Tusculani y los Crescentii, que presentaban sus propios candidatos al trono papal. Sus rivalidades provocaron escándalos, que culminaron en tres papas rivales —Benedicto IX, Silvestre III y Gregorio VI— en 1045. Para acabar con el cisma, el padre de Enrique, Enrique III, cruzó los Alpes hasta Italia y celebró un sínodo eclesiástico en Sutri el 20 de diciembre de 1046. El sínodo depuso a los tres papas y los sustituyó por un prelado alemán, el obispo Suidger de Bamberg, que asumió el nombre de Clemente II.
Enrique III enfatizaba la naturaleza sacerdotal de la realeza, atribuyéndola a la unción de los reyes con óleo santo. Hombre de gran piedad personal, se consideraba a sí mismo "Vicario de Cristo", autorizado para administrar el Estado y la Iglesia por igual. Los romanos le concedieron el título hereditario de patricio, reconociendo su derecho y el de sus sucesores a emitir el primer voto en las elecciones papales. Su nuevo título le permitió asegurar el nombramiento de clérigos alemanes para el trono papal. El tercer papa alemán, León IX, procedía de Lotaringia-una provincia que había sido un importante centro de clérigos reformistas. Querían purificar la Iglesia mediante la reimplantación de antiguas (o supuestamente antiguas) colecciones de derecho canónico y León IX introdujo con entusiasmo sus ideas en Roma. Prohibió la simonía —la venta de cargos eclesiásticos— y promovió el celibato clerical. El control imperial de los asuntos eclesiásticos era a la larga incompatible con la idea reformista de la "libertad de la Iglesia", que sostenía que las instituciones eclesiásticas sólo podían estar sometidas a la autoridad de la Santa Sede. El conflicto entre ambas ideas alcanzó su punto álgido durante el reinado de Enrique IV, desarrollándose en el enfrentamiento conocido como la Querella de las Investiduras.
Alemania, Italia y Borgoña estaban compuestas por provincias semiindependientes, cada una de ellas administrada por un prelado o un aristócrata laico. Los prelados —obispos y abades— no sólo eran ricos terratenientes, sino que también desempeñaban un papel importante en la administración del Estado. Estaban obligados a hacer donaciones anuales a los reyes y también a prestarles servicios regulares bien definidos, como la recaudación de impuestos y la hospitalidad. Los duques eran los aristócratas laicos más poderosos de Alemania. Eran principalmente comandantes militares, pero también se encargaban de la administración de justicia. En ocasiones, los monarcas conservaban el cargo de duque para sí mismos o para sus parientes más cercanos, pero tarde o temprano no tenían más remedio que ocupar los ducados vacantes, porque dependían del apoyo de los aristócratas más poderosos.Enrique III entró en conflicto con duques influyentes hacia el final de su vida. Godofredo el Barbudo, duque de Alta Lotaringia, se casó con una viuda rica, la margravina Beatrice de Toscana, sin el consentimiento del emperador. Enrique III también indignó al duque sajón, Bernardo II, porque apoyó al principal rival del duque, el arzobispo Adalberto de Hamburgo, en la toma de algunos condados sajones. Los reyes salios que heredaron los dominios de sus predecesores Otonianos en Sajonia visitaban la provincia con frecuencia. Sus prolongadas visitas irritaban a los aristócratas sajones, expuestos al control real directo durante más tiempo que sus pares de otras partes del imperio. Las quejas de los sajones contra los monarcas salios estallaron en una serie de revueltas durante el reinado de Enrique IV.
Los vecinos del imperio no causaron menos preocupación. Enrique III lanzó expediciones punitivas contra el Bohemia para arrancar el juramento de fidelidad del rebelde duque Bretislav I. El rey Pedro de Hungría, que debía su trono a Enrique, también le juró fidelidad, pero fue destronado en 1046. Enrique invadió Hungría, pero no pudo obligar al sucesor de Pedro, el rey Andrés I, a someterse. Andrés designó heredero a su hermano, Béla. Los conflictos entre Andrés y Béla, y más tarde entre sus hijos, culminaron durante las primeras décadas del reinado de Enrique IV, provocando campañas militares alemanas contra Hungría. Enrique III hizo valer su autoridad sobre los príncipes del sur de Italia, incluidos los normandos condados de Aversa y Apulia en 1047. El emperador ausente, sin embargo, no pudo controlar a los aventureros normandos y optó por encargar a los papas la representación de sus intereses en el sur de Italia.

### Coronación e intereses sobre el Reino de Hungría
En el año 1056, al fallecer Enrique III, se convirtió en Rey de romanos bajo la regencia de su madre y posteriormente de los obispos Anón de Colonia y Adalberto de Bremen. Durante su reinado (alcanzó la mayoría de edad en 1065) procuró consolidar su poder como monarca germánico y emperador, apoyando el poder de las ciudades y combatiendo a los sajones durante la rebelión sajona y en la Gran Revuelta Sajona. 
Apoyó al rey Salomón de Hungría, puesto que este había desposado a su hermana la princesa Judit de Suabia y estaba abierta la posibilidad de obtener Hungría como un reino vasallo del Sacro Imperio. Tras la muerte del padre de Salomón, el rey Andrés I de Hungría, su tío, Béla I de Hungría, el hermano de Andrés subió al trono y gobernó entre 1061 y 1063. Ante la toma del poder, Salomón se vio obligado a acudir a la protección de Enrique IV y regresaría en 1063 con los ejércitos germánicos para recuperar el trono. Luego de una victoria, fue coronado Salomón, tras la muerte accidental del rey Bela durante el ataque, cuando el respaldo de su trono de madera se desprendió y le cayó encima. El apoyo de Enrique IV a Salomón se debilitaría con el paso del tiempo, pero aún pretendiendo conservar Hungría como un reino vasallo. Ante esto, los dos primos de Salomón, Géza I y San Ladislao I, llevaron a cabo varias contiendas contra el rey húngaro, hasta que finalmente fue destronado en 1074 y Hungría dejó así de estar en peligro de ser tomada por el Sacro Imperio.
Tras la coronación de Géza I en 1074, Enrique IV se vio obligado a dirigir su atención al debate y posteriormente contienda contra el papa y el antirrey Rodolfo de Suabia, escogiendo un antipapa germánico para reemplazar a Gregorio VII. De esta forma, Hungría pasó a segundo plano en su agenda de política exterior, teniendo entonces como nuevo objetivo la subyugación de Italia.

### La querella de Investiduras con Gregorio VII

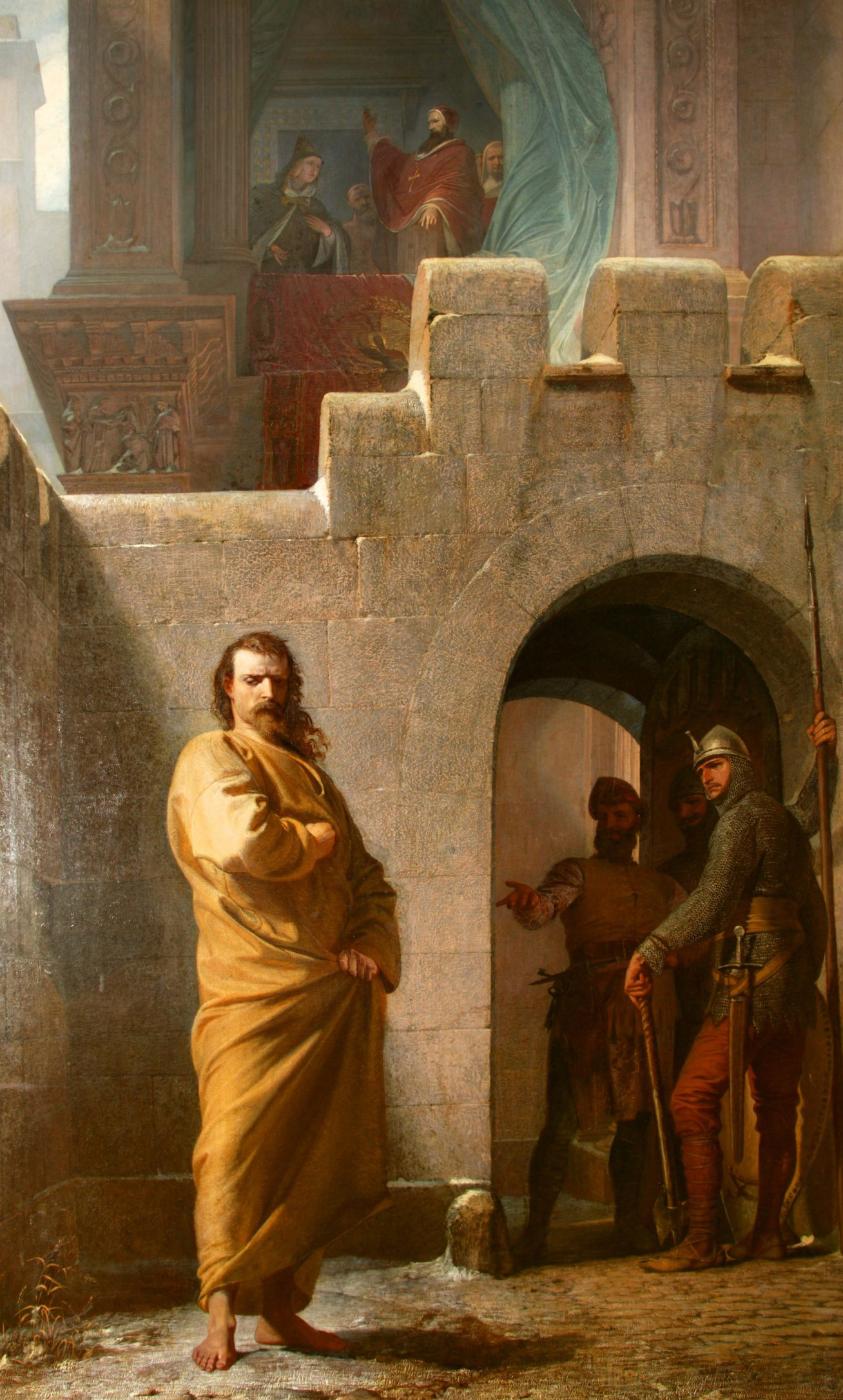
Humillación de Enrique IV ante el papa para pedirle su perdón. Pintura de Eduard Schwoiser 1852.

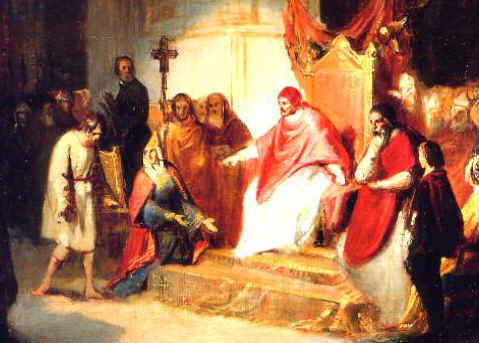
El emperador Enrique IV delante del Papa Gregorio VII en Canossa. (Cuadro de Carlo Emanuelle, c.1630.)

Posteriormente Enrique IV también trató de reforzar su poder a través de la provisión de beneficios y títulos eclesiásticos, comenzando por este motivo su enfrentamiento con el papa Gregorio VII en enero de 1077, cuando Enrique IV convocó un concordato en Worms. Con este hecho derrocó al papa, quien un mes más tarde recuperó el poder y excomulgó al emperador, que se vio obligado a reconocer públicamente la autoridad de Gregorio VII en el Castillo de Canossa ese mismo año. 
Muy hábilmente Enrique IV preparó una jugada política, donde con ropas harapientas (y según la tradición descalzo, sin comer) durante tres días le rogó su perdón al papa. La humillación de Enrique rindió efectos, pues el papa se vio forzado a retirarle la excomunión y relegitimarlo, bajo una serie de condiciones, que el monarca germánico pronto volvió a violar.
Esta serie de eventos fue el inicio del conflicto que mantuvieron el papado y algunos monarcas cristianos durante la Edad Media y que es conocido como Querella de las Investiduras. Los príncipes alemanes, liderados por Rodolfo de Suabia y Hermann de Salm, no aceptaron que Enrique IV recuperase el título imperial e iniciaron una lucha en su contra. Enfrentado de nuevo con Gregorio VII, fue excomulgado por segunda vez. Enrique IV nombró entonces pontífice (considerado antipapa) al antiguo arzobispo de Rávena con el nombre de Clemente III y se hizo coronar por él como emperador en 1084. 
Como suceso paralelo a la querella de investiduras se sucedió en 1091 la conquista de Croacia por parte del rey húngaro San Ladislao I. La hermana de Ladislao había quedado viuda tras la muerte de su esposo, el rey croata Zvonimir y sin herederos, ante esto Ladislao avanzó con sus tropas y tomó los territorios del reino de Croacia, los cuales los anexionó al reino de Hungría. El papa Urbano II se opuso a dicho acontecimiento, pero Ladislao I halló apoyo y ratificación en Enrique IV. 
Durante los últimos años de su reinado tuvo que hacer frente a rebeliones en las que también tomaron parte su hijo mayor, Enrique, y su segunda esposa, Eufrasia de Kiev. En 1105, la Dieta de Maguncia le obligó a abdicar. 
Murió en Lieja en 1106.

## Descendencia
El 13 de julio de 1066, se casó en la ciudad alemana de Trebur con su primera esposa: Berta de Milán, hija del marqués Otto I de Saboya y Adelaida de Susa. De este matrimonio nacieron:
- Adelaida (1070-4 de junio de 1071).
- Enrique (1071-2 de agosto de 1071).
- Inés de Alemania (1072/73-24 de septiembre de 1143). Casada en primeras nupcias el 24 de marzo de 1079 en Ratisbona con Federico I de Suabia († 1105), duque de Suabia y fundador (con ella) de la Casa de Hohenstaufen). En 1106 se casó con Leopoldo III de Austria marqués de Austria y santo de la Iglesia católica.
- Conrado (12 de febrero de 1074-27 de julio de 1101), coronado como rey de Italia en 1093.
- Enrique V (8 de enero de 1086-3 de mayo de 1125), que le sucedió como Enrique V del Sacro Imperio Romano Germánico.